# エリカエクスプレス
エリカエクスプレス（欧字名:Erika Express、2022年3月8日 - ）は、日本の競走馬。主な勝ち鞍に2025年のフェアリーステークス。
馬名の意味は、冠名＋快速。

## 経歴

### 2歳（2024年）
2024年10月20日、京都競馬場第4レースの2歳新馬戦（芝1600m）で、クリストフ・ルメールを背にデビュー。好スタートを切ると、残り1200mで先頭を奪う。そのまま直線に向くと、後続を寄せ付けずにデビュー勝ちを飾った。

### 3歳（2025年）
3歳シーズンは初重賞挑戦の舞台となるフェアリーステークス（GIII）に参戦。単勝オッズ5.9倍の2番人気で迎えた。道中は3番手に付けて追走し、4コーナーで先頭のニシノラヴァンダに並ぶと、直線でティラトーレを交わし、2連勝で重賞初制覇を飾った。また、レースレコードでの勝利となった。

## 競走成績
以下の内容は、netkeiba.comおよびJBISサーチの情報に基づく。
| 競走日     | 競馬場 | 競走名      | 格   | 距離（馬場）  | 頭 数 | 枠 番 | 馬 番 | オッズ （人気） | 着順 | タイム （上り3F） | 着差 | 騎手        | 斤量 [kg] | 1着馬（2着馬）   | 馬体重 [kg] |
| ---------- | ------ | ----------- | ---- | ------------- | ----- | ----- | ----- | --------------- | ---- | ----------------- | ---- | ----------- | --------- | ---------------- | ----------- |
| 2024.10.20 | 京都   | 2歳新馬     |      | 芝1600m（稍） | 17    | 1     | 2     | 004.00（1人）   | 01着 | R1:34.7（36.0）   | -0.4 | 0C.ルメール | 55        | （ルクスジニア） | 456         |
| 2025.01.12 | 中山   | フェアリーS | GIII | 芝1600m（良） | 16    | 6     | 12    | 005.90（2人）   | 01着 | R1:32.8（35.1）   | -0.5 | 0戸崎圭太   | 55        | （ティラトーレ） | 456         |
| 0000.04.13 | 阪神   | 桜花賞      | GI   | 芝1600m（稍） | 18    | 1     | 2     | 003.40（1人）   | 05着 | R1:34.2（35.6）   | -1.1 | 0戸崎圭太   | 55        | エンブロイダリー | 456         |
| 0000.05.25 | 東京   | 優駿牝馬    | GI   | 芝2400m（良） | 18    | 8     | 18    | 014.50（5人）   | 10着 | R2:26.8（35.8）   | -1.1 | 0戸崎圭太   | 55        | カムニャック     | 456         |

- タイム欄のRはレコード勝ちを示す
- 競走成績は2025年5月25日現在

## 血統表
| エリカエクスプレスの血統    | エリカエクスプレスの血統                 | エリカエクスプレスの血統                 | （血統表の出典）                         | （血統表の出典）    |
| 父系                        | ロベルト系                               | ロベルト系                               | ロベルト系                               | [ § 2 ]             |
| 父 エピファネイア 2010 鹿毛 | 父の父*シンボリクリスエス 1999 黒鹿毛    | Kris S.                                  | Roberto                                  | Roberto             |
| 父 エピファネイア 2010 鹿毛 | 父の父*シンボリクリスエス 1999 黒鹿毛    | Kris S.                                  | Sharp Queen                              |                     |
| 父 エピファネイア 2010 鹿毛 | 父の父*シンボリクリスエス 1999 黒鹿毛    | Tee Kay                                  | Gold Meridian                            | Gold Meridian       |
| 父 エピファネイア 2010 鹿毛 | 父の父*シンボリクリスエス 1999 黒鹿毛    | Tee Kay                                  | Tri Argo                                 |                     |
| 父 エピファネイア 2010 鹿毛 | 父の母シーザリオ 2002 青毛               | スペシャルウィーク                       | *サンデーサイレンス                      | *サンデーサイレンス |
| 父 エピファネイア 2010 鹿毛 | 父の母シーザリオ 2002 青毛               | スペシャルウィーク                       | キャンペンガール                         |                     |
| 父 エピファネイア 2010 鹿毛 | 父の母シーザリオ 2002 青毛               | *キロフプリミエール                      | Sadler's Wells                           | Sadler's Wells      |
| 父 エピファネイア 2010 鹿毛 | 父の母シーザリオ 2002 青毛               | *キロフプリミエール                      | Querida                                  |                     |
| 母 *エンタイスド 2016 鹿毛  | 母の父Galileo 1998 鹿毛                  | Sadler's Wells                           | Northern Dancer                          | Northern Dancer     |
| 母 *エンタイスド 2016 鹿毛  | 母の父Galileo 1998 鹿毛                  | Sadler's Wells                           | Fairy Bridge                             |                     |
| 母 *エンタイスド 2016 鹿毛  | 母の父Galileo 1998 鹿毛                  | Urban Sea                                | Miswaki                                  | Miswaki             |
| 母 *エンタイスド 2016 鹿毛  | 母の父Galileo 1998 鹿毛                  | Urban Sea                                | Allegretta                               |                     |
| 母 *エンタイスド 2016 鹿毛  | 母の母Dialafara 2007 芦毛                | Anabaa                                   | Danzig                                   | Danzig              |
| 母 *エンタイスド 2016 鹿毛  | 母の母Dialafara 2007 芦毛                | Anabaa                                   | Balbonella                               |                     |
| 母 *エンタイスド 2016 鹿毛  | 母の母Dialafara 2007 芦毛                | Diamilina                                | Linamix                                  | Linamix             |
| 母 *エンタイスド 2016 鹿毛  | 母の母Dialafara 2007 芦毛                | Diamilina                                | Diamonaka                                |                     |
| 母系(F-No.)                 | エンタイスド(IRE)系(FN:8-d)              | エンタイスド(IRE)系(FN:8-d)              | エンタイスド(IRE)系(FN:8-d)              | [ § 3 ]             |
| 5代内の近親交配             | Sadler's Wells 4×3 Northern Dancer 5×4･5 | Sadler's Wells 4×3 Northern Dancer 5×4･5 | Sadler's Wells 4×3 Northern Dancer 5×4･5 | [ § 4 ]             |
| 出典                        | 1. 2. 3. 4.                              | 1. 2. 3. 4.                              | 1. 2. 3. 4.                              | 1. 2. 3. 4.         |

- 祖母・Dialafaraの仔にCapri（愛ダービー、英セントレジャーなど）、Cypress Creek（ラフブラウンS（英語版））、Passion II（スタネーラS）、Tower Of London（ドバイゴールドC、レッドシーターフH）など。
- 主な近親にパンパポール（英語版）（愛2000ギニーなど）、アークティックオウル（英語版）（愛セントレジャーなど）、Marooned（シドニーCなど）など。